# Gheorghe Grigore Cantacuzino
Gheorghe Grigore Cantacuzino (Bukarest, 1832. szeptember 22. – Bukarest, 1913. március 22.) román jogász és politikus. A 19. század végi Román Királyság egyik leggazdagabb embere volt, akinek fényűző életmódja filantrópiával, jó ízléssel és választékos műveltséggel párosult. Vagyona miatt „a nábob” (Nababul) néven is emlegették. A korszak legjelentősebb értelmiségi és közéleti szereplői közé tartozott, és az évek során számos pozíciót töltött be; politikai karrierje csúcsát miniszterelnöksége jelentette 1904 és 1907 között.

## Életpályája

### Fiatalkora
Bukarestben született, hercegi rangban, régi román fejedelmi családba: a fanarióta eredetű Cantacuzino-család őse 1578-ban menekült Konstantinápolyból Havasalföldre. Nicolae Iorga történész szerint „az egykori nagy nemesek utolsó képviselője”. A Cantacuzino-családfát Iorga a bizánci császárokig vezette vissza.
Születésének dátuma nem teljesen egyértelmű. A legtöbb történész egyetért abban, hogy 1832. szeptember 22-én született Bukarestben, de egyes források 1833. augusztus 22-ét vagy 1837. szeptember 22-ét adnak meg. A család 1846-ban Bécsbe költözött, mivel az apa ekkor már igen beteg volt, és a legjobb doktorokkal akarta kezeltetni magát. Az 1848-as forradalom kitörése után Linzbe vonultak.
Miután a családfő 1849-ben elhalálozott, a fiatal Gheorghe Grigore Cantacuzinót anyja Párizsba küldte jogot tanulni. 1854-ben a Párizsi Egyetemen vizsgázott, majd 1858-ban a jogtudományok doktora lett Az innováció elmélete a román és a francia jogban disszertációjával. Tanulmányai alatt összeházasodott Zoe Bibescuval, aki azonban 1862-ben elhalálozott, Cantacuzino pedig ezután visszatért Havasalföldre. 1864-ig az Ilfovi Bíróság bírája és a Bukaresti Fellebbviteli Bíróság tanácsosa, majd utóbbi elnöke volt. Újságíróként is dolgozott, és közel került a konzervatív ideológiához.

### Szakmai és politikai pályafutása
1864-ben csatlakozott a szabadkőművesek Les Sages d'Heliopolis páholyához, mivel azt remélte, hogy segítségükkel meg tudja szerezni Románia (az Egyesült Fejedelemségek) trónját. 1866-ban részt vett az Alexandru Ioan Cuza elmozdítását célzó ún. szörnyűséges koalícióban, majd szerepet vállalt az új alkotmány kidolgozásában. A trónt azonban nem sikerült megszereznie, helyette I. Károlyt nevezték ki fejedelemnek.
Cantacuzino nagybirtokos nemesként a hagyománytisztelet képviselője volt, és a Konzervatív Párthoz csatlakozott. A korszak legjelentősebb értelmiségi és közéleti szereplői közé tartozott, és az évek során számos pozíciót töltött be:
- 1866: fellebbviteli bírósági tanácsos és Prahova megye választókerületének képviselője
- 1867: képviselő
- 1869–1870: Bukarest főpolgármestere
- 1870: közmunkaügyi miniszter
- 1873–1875: közmunkaügyi miniszter
- 1875–1876: pénzügyminiszter
- 1877: szenátor
- 1889–1891: a képviselőház elnöke
- 1892–1895: a szenátus elnöke
- 1899–1900: miniszterelnök és belügyminiszter
- 1899–1907: a Konzervatív Párt(wd) elnöke
- 1900–1901: a képviselőház elnöke
- 1904–1907: miniszterelnök és belügyminiszter
- 1911–1913: a szenátus elnöke

1869-ben polgármesterként ő volt az, aki összeházasította Károly herceget Wiedi Erzsébettel. Nevéhez fűződik többek között a bukaresti közösségi közlekedés elindítása az első omnibuszállomás kialakításával. Pénzügyminiszterként ő bocsátotta ki az első értékpapírokat. Közmunkaügyi miniszterként visszautasította, hogy a németekkel koncessziós szerződést kössenek a vasút fejlesztésére. Folytatta Vasile Lascăr reformjait, támogatta az iskolákat, és szerepe volt a Dél-Dobrudzsa megszerzését célzó tárgyalásokban.
Politikai karrierje csúcsát miniszterelnöksége jelentette 1904 és 1907 között. Mivel azonban nagybirtokosként halogatta a földreformot, 1907-ben kitört Európa utolsó nagy parasztfelkelése, a román parasztháború, ami miatt le kellett mondania a miniszterelnökségről és a Konzervatív Párt vezetéséről, és népszerűsége is csökkent.

### Vagyona
Nagy vagyont örökölt, és bár ennek pontos mértéke ismeretlen maradt, hatalmas havasalföldi birtokai és nagyvonalú költekezése enged rá következtetni. A 19. század végi Román Királyság második leggazdagabb emberének tartották (a király után). Levéltári dokumentumok szerint csak tartós javakba fektetett, amelyek családjához és fejedelmi rangjához méltóak voltak, és amelyek emléket állítottak nevének és hírnevének, tovább örökítve azokat az utókor számára. Egy 1887-es kiállításon például 8000 arany lejért (mai áron 90 000 euró) vásárolta meg Nicolae Grigorescu Zsidó libával című festményét, ezzel is támogatva a művészt.
1898 és 1900 között a bukaresti Calea Victoriei-en 700 000 lej költséggel felépíttette a Cantacuzino-palotát, melyet Ion Berindey építész tervezett XVI. Lajos-korabeli francia barokk stílusban. 1906-ban, I. Károly román király uralkodásának 40. évfordulóján fényes, 600 fős bállal nyitották meg, amelyen Ferdinánd herceg és Mária hercegnő is részt vett. Ez lett a család rezidenciája; ma a George Enescu Múzeumnak ad otthont.
1901-ben tették le a bușteni-i Cantacuzino-kastély alapkövét, amely 10 évig épült. A nyaralóként szolgáló kastély a legkorszerűbbek közé számított: víz- és elektromos hálózattal is felszerelték. Cantacuzino azt akarta, hogy kastélya a király szinajai Peleș-kastélyát is túlszárnyalja, és legalábbis az elhelyezkedés, panoráma szempontjából ez meg is történt.
A Cantacuzino családnak már a 17. századtól kiterjedt birtoka volt Florești-en is, és Gheorghe Grigore Cantacuzino már gyermekkorától kezdve ott töltötte a nyarait. A bojári birtokot fényűző gazdagság jellemezte, és nem csak udvarház állt rajta, hanem hatalmas kertet és vadasparkot is létesítettek. Legnagyobb lánya 1906-os halála után Cantacuzino úgy döntött, hogy lebontja az udvarházat, amelyhez annyi szép emlék kötötte, és 1911-ben egy új Cantacuzino-palotát kezdett építtetni Berindey tervei szerint. A rokokó és neoklasszikus elemeket tartalmazó, 365 szobásra tervezett eklektikus épület alapjául a versailles-i Kis- és Nagy-Trianon-paloták szolgáltak. A herceg halálakor a palota még nem készült el teljesen, az örökösök pedig nem törődtek befejezésével, elhanyagolták. A háborúk, földrengések megrongálták, a 20. század második felében különböző célokra használták (menhely, szanatórium), a 21. század elejére igen romos állapotba került, a környékbeliek kifosztották, csak falai állnak.
Bár kis dolgokban fösvénynek tartották, Cantacuzino nagylelkű adományozó volt: az 1877-es háború idején 50 000 lejnél többet adományozott pénzben és élelemben a katonáknak és családjaiknak, 1913-ban egy fogadáson pedig 225 000 lejt ajánlott fel a flotta, a repülés és a mentők számára. A flottának egy hajót is adományozott, amelyet róla neveztek el. Polgármesteri fizetését a városra fordította; a pénzből létesítették a bukaresti Bulevardul Regina Elisabeta sugárutat és a Carol park Cantacuzino-kútját, de szobrok és bölcsődék építését is támogatta.

### Halála
Cantacuzino 1913-ban hunyt el tüdőgyulladásban. A fényűző temetésen két katonaezred adta tiszteletét, a papokat tíz hintó vitte, és több kilométeres sor követte a menetet.
Már 1899-ben felépíttette mauzóleumát a bukaresti Bellu temetőben; tervezője és kivitelezője Ion Mincu volt. A fenségesen díszített, impozáns sírbolt fő termében nyugszik Cantacuzino és második felesége (Ecaterina), az alagsorban pedig további tizenegy családtag (közöttük a herceg anyja és első felesége).

## Családja
Apja Grigore Cantacuzino (1800–1849) követ, anyja Luxandra Kretzulescu. Gheorghe Grigore Cantacuzino öt testvér közül a legidősebb volt, és az egyetlen fiúgyermek, aki megérte a felnőttkort. Testvérei Maria (1834), Zoe (1836), Mihai (1837), Smaranda (1848).
Első felesége és valószínűleg első és egyetlen igazi szerelme Zoe Bibescu volt, a Brâncoveanu-Mavrocordat uralkodócsalád nagy vagyont örökölő lánya, akivel 1855-ben, párizsi tanulmányai alatt házasodott össze. A párnak nem született gyermeke, Zoén pedig idővel mániás-depressziós pszichózis lett úrrá (amelyet akkoriban az orvosok „körkörös őrültségnek” neveztek, és nem tudtak kezelni), majd 1862-ben elhalálozott. Portréja negyven évvel később is a florești-i Cantacuzino-udvarház nagytermét díszítette, hamvait pedig Cantacuzino hazahozatta Párizsból és később a Bellu temetői mauzóleumában helyeztette el.
Második felesége Ecaterina Băleanu volt, és nyolc gyermekük (hat fiú és két lány) született, két fiú azonban nem érte meg a felnőttkort. Két fia, Mihail G. Cantacuzino 1907-ben és Grigore Gheorghe Cantacuzino 1913-ban szintén Bukarest főpolgármestereiként szolgáltak. Mihail később képviselő, majd igazságügy-miniszter lett.

## Képek

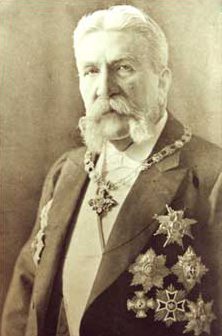
Cantacuzino időskorában
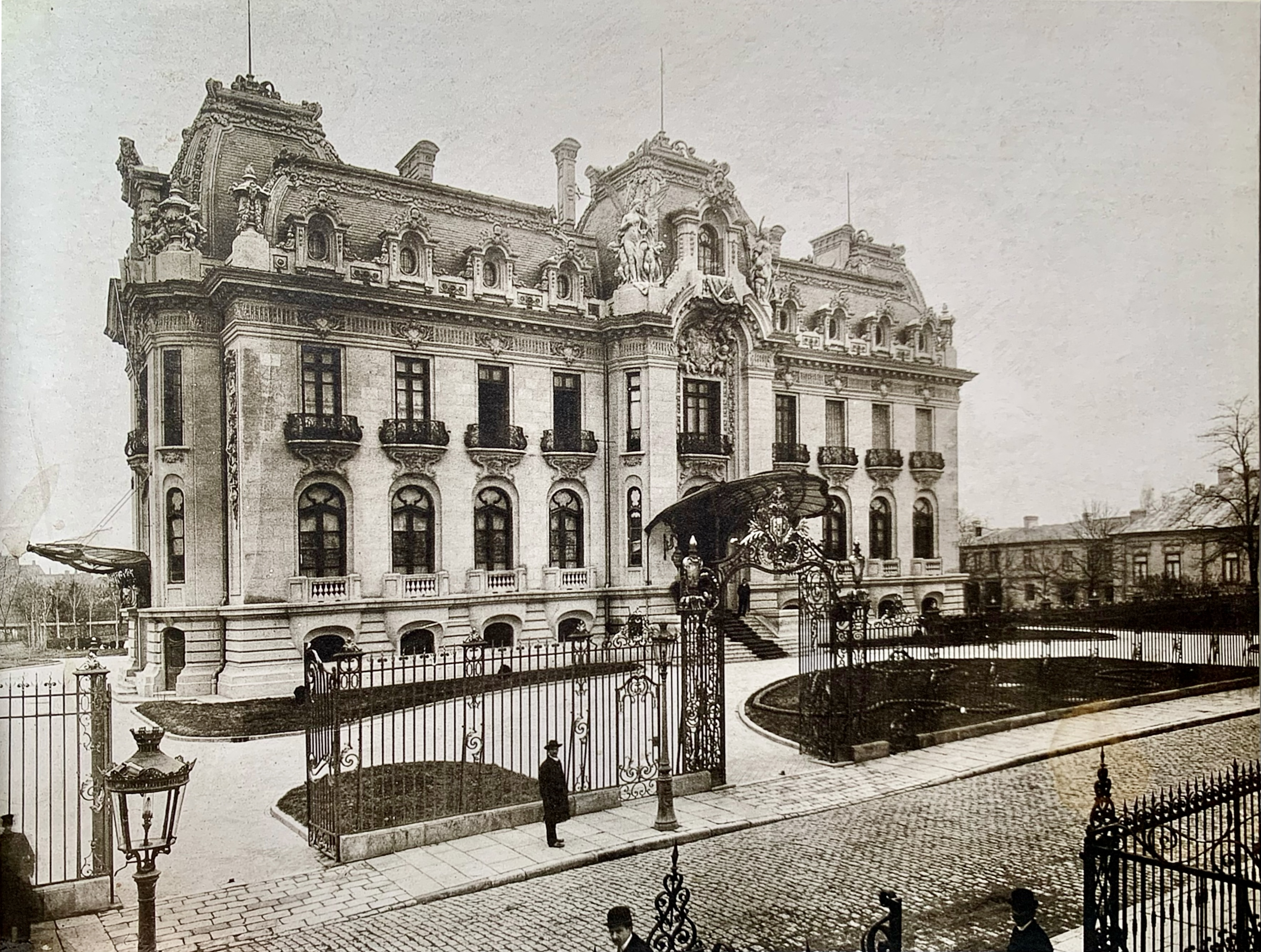
A Cantacuzino-palota, Bukarest
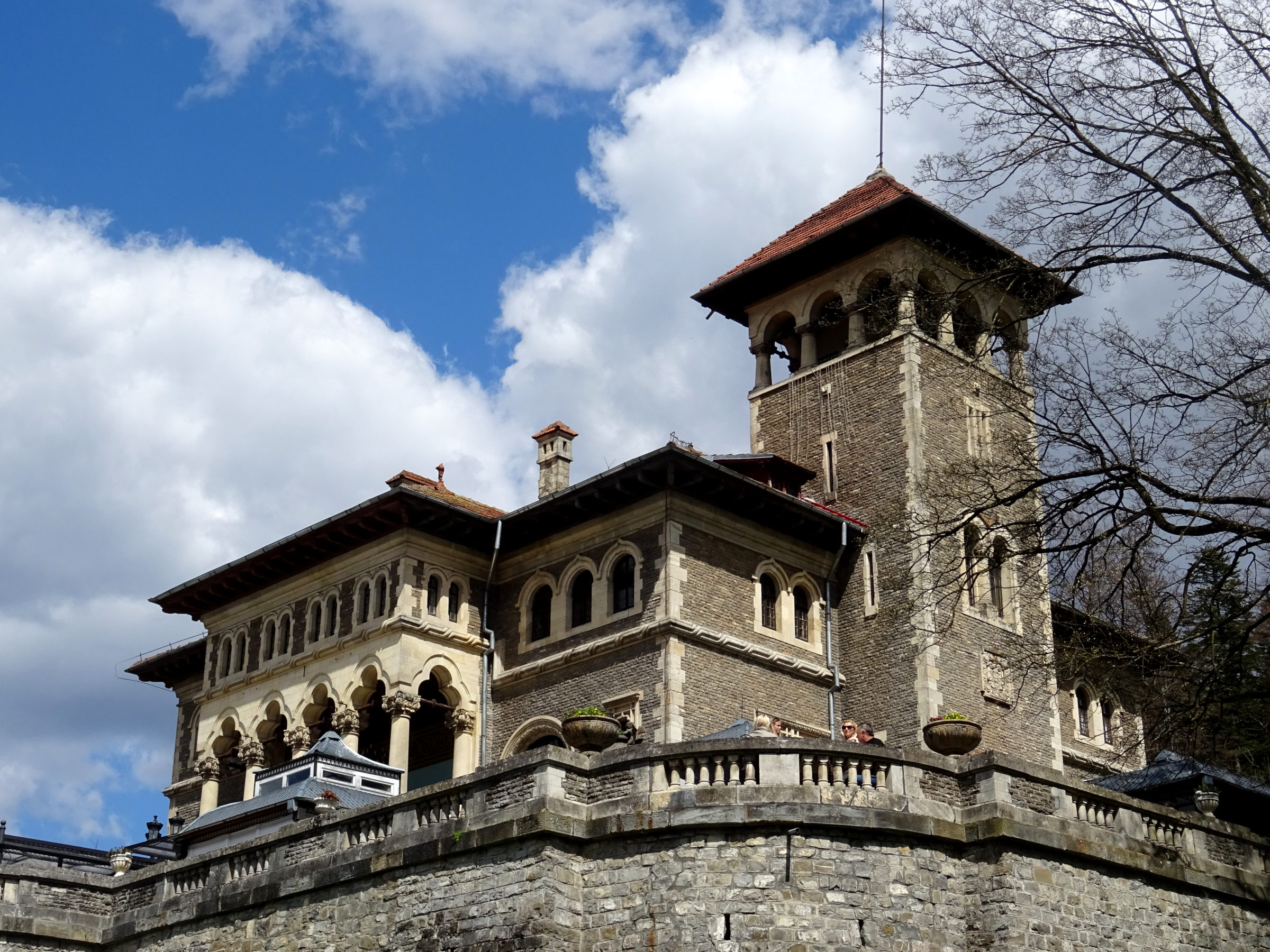
A Cantacuzino-kastély, Bușteni
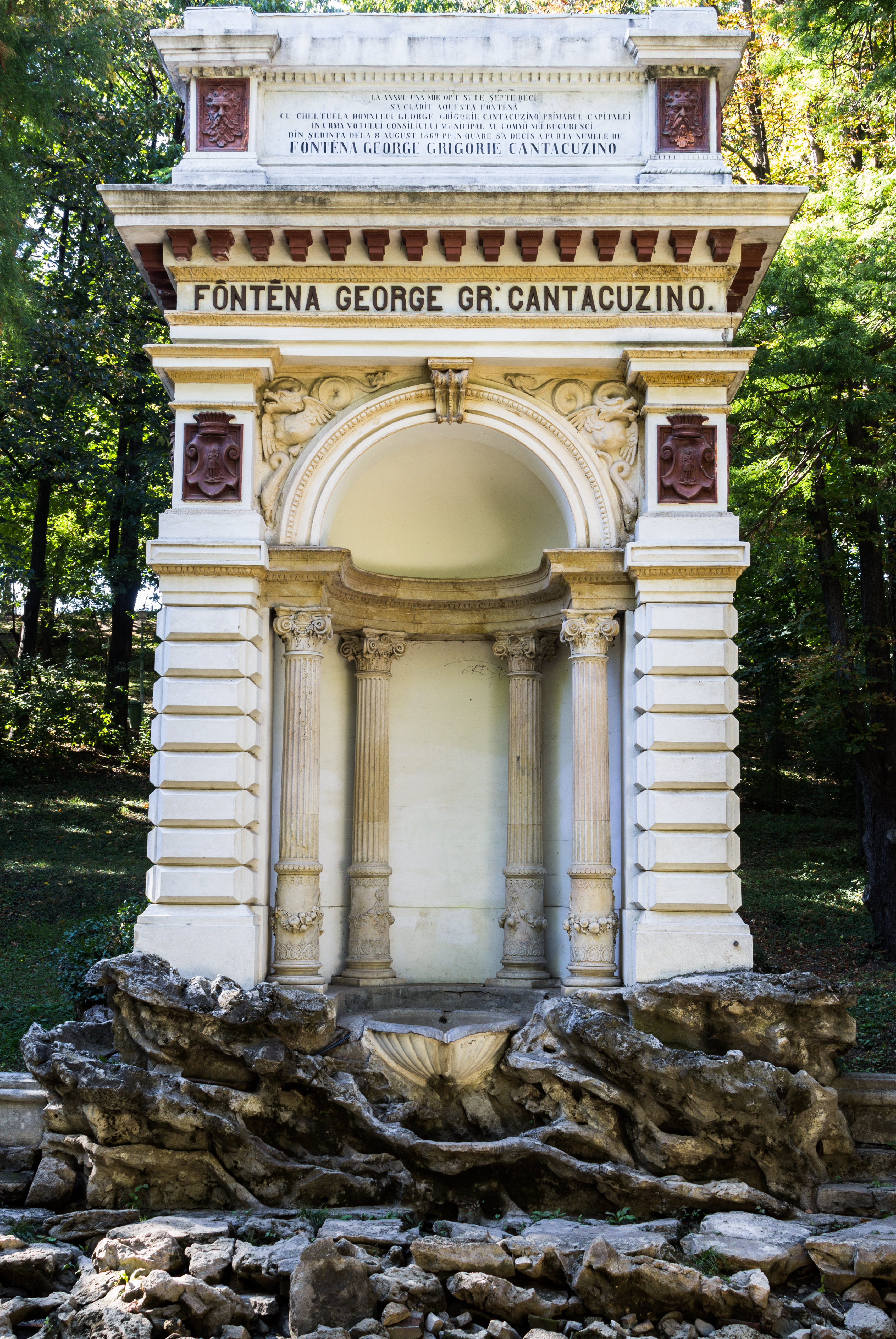
A Cantacuzino-kút a Carol parkban
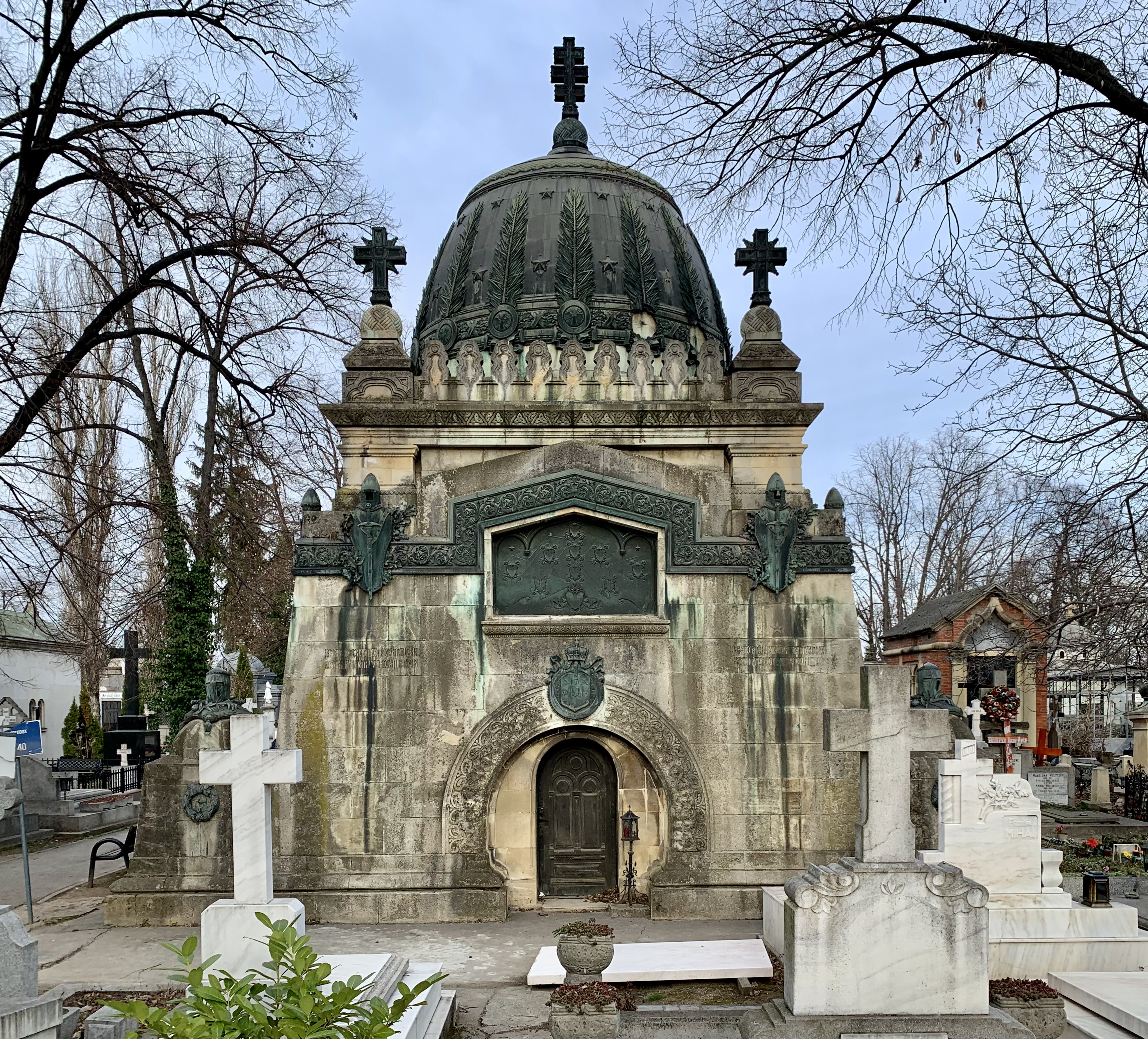
Sírboltja a Belluban